# Ioan Muică
Ioan Muică (n. 10 ianuarie 1859 – d. 1921) a fost unul dintre generalii Armatei României din Primul Război Mondial.
Generalul Ioan Muică s-a născut la 10 ianuarie 1859 în localitatea Pecinișca, care aparținea la acea dată de Mehadia, într-o familie de grăniceri din Regimentul de Graniță din Banat (Imperiul Austro-Ungar). Părinții săi au fost „strajameșterul” Nestor Muică și Maria, născută Chiosa. A urmat școala regimentară din Caransebeș, Academia Militară din Wiener Neustadt și Școala de Război din Viena, fiind coleg cu generalul Ioan Dragalina. În 1890  se mută în România fiind primit în Armata Română la 1 aprilie 1890.
În Primul Război Mondial a comandat Diviziei 11 Infanterie, constituită din brigăzile 21 și 22 Infanterie, pe frontul de la Jiu.
I s-a luat comanda după numai 10 zile în urma pierderii luptei din pasul Merișor și abandonarea fără luptă a intrării în trecătoarea Jiului, Pasul Surduc.